# Битка за Глину (1991)
Битка за Глину је била оружани сукоб између Книнџи (јединице Српске војске Крајине) и Југословенске народне армије против здружених снага припадника Министарства унутрашњих послова Републике Хрватске и Хрватске војске, вођена је 26. јула 1991. године на подручју Глине. Битка је завршена заузимањем полицијске станице, али и саме Глине, која је постала део Републике Српске Крајине.

## Позадина
У јануару 1991. године, основано је Министарство унутрашњих послова Републике Српске Крајине, које је настојало објединити све секретаријате унутрашњих послова, односно полицијске станице који нису била под контролом власти у Загребу.
Ради тога, упућено је обавештење полицијским станицама у Книну, Обровцу, Бенковцу, Грачацу, Доњем Лапцу, Титовој Кореници, Двору на Уни, Глини, Костајници и Војнићу да су ушли у састав МУП-а РСК. Како су у питању били градови насељени већински српским становништвом, углавном је до подређивања власти у Книну долазило добровољно.

## Битка

### Први напад
До првих сукоба у Глини дошло је 26. јуна 1991. године. У току сукоба, у град је пристигла о пешадијска група Збора народне гарде, а у самом граду су се налазили и тенкови Југословенске народне армије, који су према изјавама Драгана Васиљковића чинили тампон зону, а посредно то потврђују и хрватски извори. У краткотрајним окршајима, убијен је један хрватски полицајац, а други рањен. Хрватским полицајцима је било понуђено да напусте град и оду према Јукинцу.

### Други напад
Месец дана касније, 26. јула 1991. године, 21 припадник Книнџи под командом Драгана Васиљковића ушао је у град, а са њима и још 8 добровољаца. Према изјавама Васиљковића, они су дошли у извидницу и нису имали појма колико се припадника хрватских снага ту налази, иначе не би нападали град да су знали да их је између 600 и 650. Успели су да договоре са потпоручником ЈНА Бојаном Дробњаком да им, у случају напада на хрватске положаје, пружи тенковску подршку.
Напад на хрватске положаје је почео, али је тенковска подршка изостала пошто је Дробњак са својим тенком био премештен на нови положај. Ипак, успео је да испали 4 ракете на положаје хрватских снага. Вероватно је то психолошки утицало да хрватске снаге напусте положаје и оду према Јукинцу, затим Горњем и Доњем Видушевцу, а онда потпуно напусте ту територију.
У краткотрајној бици, страдало је 2 српска добровољца, а рањен је 1 припадник Книнџи. Глина је остала у саставу Републике Српске Крајине све до 6. августа 1995. године, када је заузета у операцији Олуја.

## Епилог
Само пар дана након битке за Глину, припадници МУП-а Хрватске под неразјашњеним околностима напуштају Костајницу. Васиљковић тврди да је до тога дошло пошто је након уласка у Глину, пред телевизијским камерама изјавио да креће на Костајницу, мада му то у том тренутку није било у плану.